# Trương Tiến Anh
Trương Tiến Anh (Hải Dương, 25 de abril de 1999) es un futbolista vietnamita que juega en la demarcación de delantero para el The Cong-Viettel FC de la V.League 1.

## Selección nacional
Tras jugar en varias categorías inferiores de la selección, finalmente hizo su debut con la selección absoluta de Vietnam el 15 de junio de 2023 en un encuentro amistoso contra Hong Kong que finalizó con un resultado de 1-0 a favor del combinado vietnamita tras el gol de Quế Ngọc Hải.

## Clubes
| Club                | País    | Año   | Partidos | Goles |
| ------------------- | ------- | ----- | -------- | ----- |
| The Cong-Viettel FC | Vietnam | 2018- | 122      | 6     |